# Herlin-le-Sec
Herlin-le-Sec is een gemeente in het Franse departement Pas-de-Calais (regio Hauts-de-France) en telt 151 inwoners (1999). De plaats maakt deel uit van het arrondissement Arras.

## Geografie
De oppervlakte van Herlin-le-Sec bedraagt 3,9 km², de bevolkingsdichtheid is 38,7 inwoners per km².
De onderstaande kaart toont de ligging van Herlin-le-Sec met de belangrijkste infrastructuur en aangrenzende gemeenten.

## Demografie
Onderstaande figuur toont het verloop van het inwonertal (bron: INSEE-tellingen).